# Fuscozetes fuscipes
Fuscozetes fuscipes är en kvalsterart som först beskrevs av Koch 1844.  Fuscozetes fuscipes ingår i släktet Fuscozetes och familjen Ceratozetidae. Inga underarter finns listade i Catalogue of Life.